# دمسيسة عارية السنابل
دمسيسة عارية السنابل أو أمبروزية عارية السنابل (الاسم العلمي: Ambrosia psilostachya) هي نوع من النباتات تتبع جنس الدمسيسة من الفصيلة النجمية.